# Josef Altmann (Schauspieler)

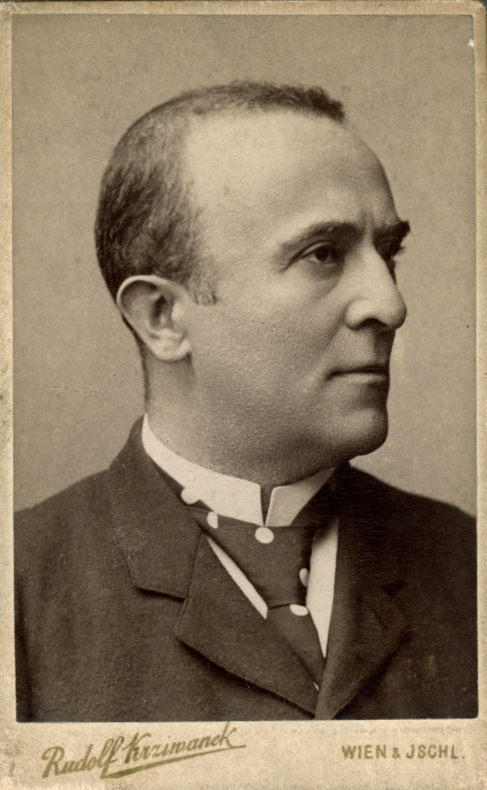
Josef Altmann, Fotografie von Rudolf Krziwanek

Josef Hermann Altmann (* 25. Dezember 1845 in Rzeszów, Kaisertum Österreich; † 1910 in Wien, Österreich-Ungarn) war ein österreichischer Theaterschauspieler und -leiter sowie Schriftsteller.

## Leben
Seine Bühnenkarriere begann er in Apolda in Thüringen, wo er am 29. Dezember 1862 als „Hofrat Wörlitz“ in Liebe kann Alles debütierte. Dann wirkte er in Halle, am Deutschen Theater in Pest und in  Breslau und trat 1866 in den Verband des Hofburgtheaters für zweite Komiker- und Väterrollen. Er verließ dieses Kunstinstitut für kurze Zeit, kehrte jedoch 1873 wieder zurück und wirkte dort ununterbrochen bis mindestens 1902. 1888 erhielt er das Dekret als wirklicher Hofschauspieler. 1902 war er zudem Leiter der Komparserie des Burgtheaters, war lange Zeit Lehrer am Wiener Konservatorium und beschäftigte sich auch mit schriftstellerischen Arbeiten. Die Bühneneinrichtung von Maß für Maß stammt von ihm.